# Ishaq ibn Isma'il

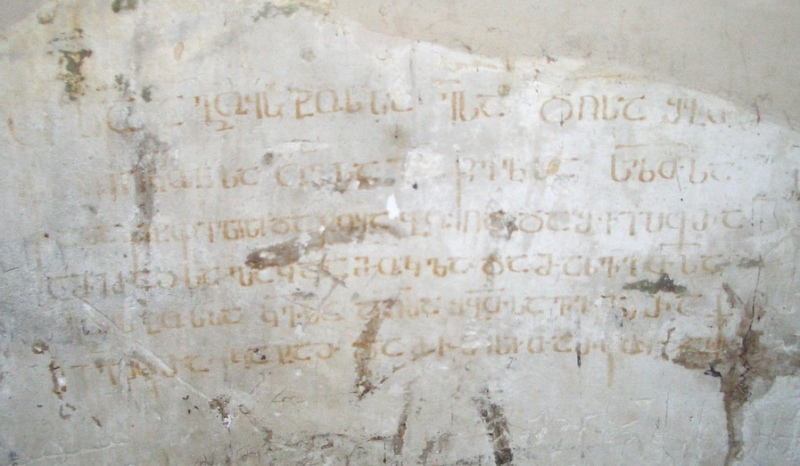
Inscripción de 853 en la iglesia de Ateni Sioni, donde se menciona la caída del emir Ishaq ibn Isma'il.

Ishaq b. Isma'il b. Shuab al-Tiflisi, literalmente, Isaac, hijo de Ismael (antes de 833 – 853), también conocido como Sahak por fuentes georgianas, fue emir de Tiflis entre 833 y 853. 

## Historia
Bajo su gobierno, el emirato de Tiflis alcanzó la cúspide de su poder. Obligó a los príncipes georgianos a pagar tributos desde Kajetia hasta Abjasia. Intentó independizarse del Califato abasí, dejando de pagarles tributo y se alió con la nobleza local como con los mtavari de Kajetia. En represalia, el califa Al-Mutawakkil envió una expedición contra él liderada por Bugha al-Kabir (también conocido en Georgia como Bugha el Turco), y apoyada por la noble familia georgiana de los Bagrationi. En 853, saquearon y quemaron Tiflis y mataron al emir.